# Alexander von Kleist
Alexander Georg Baron von Kleist (* 6. August 1799 in Dobelsberg, Kurland; † 12. September 1859 in Mitau) war ein kurländischer Landesbeamter.

## Leben
Alexander von Kleist begann 1818 an der Universität Heidelberg ein Studium der Rechtswissenschaften und wurde im gleichen Jahr Mitglied des Corps Curonia. 1821 wechselte er an die Universität Bonn und 1822 an die Universität Leipzig. Nach Abschluss des Studiums ging er in seine kurländische Heimat zurück und war von 1825 bis 1829 Assessor am Hauptmannsgericht und von 1829 bis 1834 am Oberhauptmannsgericht in Tuckum. 1834 wurde er Hauptmann in Friedrichstadt und 1842 Selburgscher Oberhauptmann in Jakobstadt. Von 1851 bis 1856 war er 2. und von 1856 bis 1859 1. jüngster Rat des Kurländischen Oberhofgerichts in Mitau. 1859, im Jahr seines Todes, wurde er zum Landmarschall gewählt.